# Sam Clucas
Samuel Raymond Clucas (* 25. září 1990 Lincoln, Spojené království) je anglický profesionální fotbalista, v současné době hrající jako záložník v druholigovém britském klubu Swansea City. Svou fotbalovou kariéru začal v deseti letech v akademii Leicester City FC.

## Juniorská kariéra
Clucas se narodil v Lincolnu v hrabství Lincolnshire. Svoji kariéru zahájil v Leicester City FC nástupem do jejich akademie v deseti letech. Zde působil do svých 16 let.

## Klubová kariéra
Po odchodu z akademie hrál v Nettleham FC v Central Midlands Football League na konci sezóny 2008/09. Později prošel kluby Lincoln City FC, Jerez Industrial (Španělsko), Hereford United, Mansfield Town FC a Chesterfield FC.
Od roku 2015 nastupuje v Hull City, kam přestoupil 27. července z třetiligového Chesterfield FC za odhadovanou částku 1,3 milionu liber.. Za tento tým hraje pravidelně v základní sestavě, kde nastupuje na pozici pravého záložníka či hrotového útočníka. Ve svém prvním zápase dresu Hull City AFC proti Huddersfield Town AFC se trefil po 10 minutách hry.Po sestupu Hullu přestoupil za 17 milionů liber do Swansea.

## Osobní život
Sam vystudoval katolickou střední školu svatého Petra a Pavla v Lincolnu. Ještě jako hráč Lincoln City FC pracoval také jako číšník v blízké kavárně.